# Ga Sinjungdong
Ga Sinjung-dong là ga đường sắt trên Tàu điện ngầm Seoul tuyến 7.

## Bố trí ga
| Chunui ↑                |
| S/B N/B \|              |
| ↓ Tòa thị chính Bucheon |

| Hướng Bắc | ← ● Tuyến 7 Hướng đi Jangam     |
| Hướng Nam | → ● Tuyến 7 Hướng đi Seongnam → |

## Vùng lân cận
- Lối thoát 1:
- Lối thoát 2:
- Lối thoát 3: Cửa hàng Lotte
- Lối thoát 4:
- Lối thoát 5:
- Lối thoát 6:
- Lối thoát 7: